# Army Men: Sarge's Heroes
Army Men: Sarge's Heroes é um jogo eletrônico da série Army Men, desenvolvida pela 3DO, esse game se desenvolve na guerra entre soldadinhos de plástico do exército verde contra o exército amarelo e seus aliados.
Em Army Men Sarge's Heroes você comanda Sarge, um soldado do exercito verde. Os cenários aonde acontecerão o conflito são os mais variados, você poderá combater o exército inimigo num quintal, no banheiro, na cozinha... Sarge também conta com um arsenal de rifles, granadas, Minas até bazucas e lança-chamas.Apesar do game ser uma guerra de brinquedos o conflito parece real.